# 히메지 화물역
히메지 화물역(일본어: 姫路貨物駅 히메지가모쓰에키[*])은 효고현 히메지시에 있는 일본화물철도의 철도역이다. 산요 본선에 속한다.
1994년 3월 21일에 현재 히메지벳쇼역 부근에 설치되었다.

## 역 구조
2면의 컨테이너 승강장, 발착선 하역 방식(E&S 방식)을 채용하는 3개의 발착하역선, 1개의 발착선, 그 외 몇개의 측선을 가진다. 또한, 영업 창구인 JR 화물 히메지 영업소를 병설한다.

## 취급 화물
- 컨테이너 화물
  - 12ft 컨테이너, 20ft ·  30ft 대형 컨테이너, 20ft ISO규격 해상 컨테이너를 취급한다.
- 산업 폐기물, 특별 산업 폐기물 취급 허가를 얻었다.

그 외
- 화물 열차의 발착이 없는 고야마역과의 사이에서 트럭편이 하루 2번 왕복한다.

## 역사
- 1994년 3월 21일 - 이전 히메지역에서 이루어진 화물 영업을 이관하는 형식으로 개업.
- 2005년 3월 1일 - 역의 북측 본선위에 히메지벳쇼 역 개업.